# Juan Carlos Pérez Gacha
Juan Carlos Pérez Gacha es un depostista boliviano de la especialidad de tiro al plato que fue campeón suramericano en Medellín 2010.

## Trayectoria
La trayectoria deportiva de Juan Carlos Pérez Gacha se identifica por su participación en los siguientes eventos nacionales e internacionales:

### Juegos Suramericanos
Fue reconocido su triunfo de ser el segundo deportista con el mayor número de medallas de la selección de  Bolivia en los juegos de Medellín 2010.

#### Juegos Suramericanos de Medellín 2010
Su participación en la novena edición de los juegos le llevó a obtener un total de 3 medallas:

- , Medalla de oro: Tiro Trap Automático Equipo
- , Medalla de bronce: Tiro Deportivo Trap Automático Hombres
- , Medalla de bronce: Tiro Deportivo Equipo Doble Trap Hombres